# بارك سو جين
بارك سو جين (بالكورية: 박수진)‏ هي ممثلة ومغنية وعارضة أزياء كورية جنوبية، ولدت يوم 27 نوفمبر 1985 في بوندانغ غو في كوريا الجنوبية.

## روابط خارجية
- بارك سو جين على موقع IMDb (الإنجليزية)
- بارك سو جين على موقع قاعدة بيانات الفيلم (الإنجليزية)